# Генрих III (граф Лувена)
Генрих III (фр. Henri III de Louvain, нем. Heinrich III von Löwen, нидерл. Hendrik III van Leuven; умер в феврале или марте 1095) — граф Лувена и Брюсселя (1078 — 1095), ландграф Брабанта (с 1085 года), сын графа Генриха II, графа Лувена и Брюсселя, и Аделы, дочери Эберхарда, графа Бетюве.

## Биография

### Правление
После смерти пфальцграфа Лотарингского Германа II 20 сентября 1085 года в Далеме, Генриху удалось получить ландграфство Брабант у императора Генриха IV во временное владение. Ландграфство располагалось между Дендером и Сенной. Более того, ландграф был непосредственным вассалом императора и не подчинялся герцогу Нижней Лотарингии. Около 1091 года Генрих считался наиболее могущественным человеком в Нижней Лотарингии.
Герман из Турне (ок. 1140 года) писал, что Генрих III был популярен при жизни: он изгонял разбойников. В июле 1086 года Генрих подарил Аффлигемскому аббатству аллод, площадью около 300 гектаров у Ассе.
В феврале или марте 1095 года по приглашению Эверарда из Турне Генрих принял участие в рыцарском турнире. Он был смертельно ранен рыцарем Госвином де Форе. Генрих III похоронен в аббатстве в Нивеле. Следующим графом Лёвена и Брюсселя стал брат Генриха Готфрид.

### Брак и дети
Генрих был женат на Гертруде (1080—1117), дочери Роберта Фризского, графа Фландрии. Современные источники упоминают четырёх безымянных дочерей, родившихся в этом браке. Двух дочерей удалось идентифицировать:
- Адельхейд (Аделаида), замужем за Симоном I, герцогом Лотарингии
- Гертруда, возможно замужем за Ламертом, графом Монтегю и Клермона.

Гертруда, вдова Генриха, вышла замуж в 1096 году за герцога Верхней Лотарингии Тьерри II, за сына которого от первого брака Симона вышла замуж её дочь Адельхейд. В браке Дитриха и Гертруды родился Тьерри Эльзасский, граф Фландрии.